# فيليكس فلم
شركة فيليكس فيلم المحدودة (باليابانية: 株式会社FelixFilm، بالروماجي: Kabushiki-gaisha Ferikkusu Firumu) هو استوديو رسوم متحركة ياباني، تأسس في 14 مايو عام 2014، ويقع مقره في ميتاكا في طوكيو.

## أعمال الاستوديو

### مسلسلات أنمي تلفزيونية
| العنوان                               | المخرج            | تاريخ بداية العرض | تاريخ نهاية العرض | عدد الحلقات | المراجع |
| ------------------------------------- | ----------------- | ----------------- | ----------------- | ----------- | ------- |
| A Good Librarian Like a Good Shepherd | يو نوبوتا         | 8 أكتوبر 2014     | 24 ديسمبر 2014    | 12          | [ 2 ]   |
| Nekopara                              | ياسوتاكا ياماموتو | 9 يناير 2020      | 26 مارس 2020      | 12          | [ 3 ]   |
| نزهة في الجانب الأخر                  | تاكويا ساتو       | 4 يناير 2021      | 22 مارس 2021      | 12          | [ 4 ]   |

### أوفا
| العنوان                               | تاريخ العرض                   | عدد الحلقات | المراجع |
| ------------------------------------- | ----------------------------- | ----------- | ------- |
| A Good Librarian Like a Good Shepherd | 25 ديسمبر 2014 – 28 مايو 2015 | 6           | [ 5 ]   |
| Nekopara                              | 22 ديسمبر 2017                | 1           | [ 6 ]   |
| Nekopara Extra                        | 27 يوليو 2018                 | 1           | [ 7 ]   |

## وصلات خارجية
- الموقع الرسمي (باليابانية)